# Villa Concepción del Tío
Villa Concepción del Tío es una localidad situada en el departamento San Justo, provincia de Córdoba, Argentina.
Está compuesta por 2457 habitantes (según el censo realizado en el año 2022) y se encuentra ubicada sobre la Ruta Provincial N.º 3. Dista de la Ciudad de Córdoba en 150 km, aproximadamente.
La fiesta patronal se celebra el día 8 de diciembre.

## Historia
Desde la época colonial, Villa Concepción del Tío fue, en sucesivos asentamientos, lugar de frontera y luchas contra los indios. Tras la pacificación, la villa quedó definitivamente conformada y se nutrió de vertientes indígenas, gauchas y españolas. Con frecuencia se producen hallazgos de restos arqueológicos y paleontológicos, sobre todo en los paleocauces de diferentes brazos del río Xanaes, que cruzaban la zona hace cientos de años.
Copiosas y prolongadas lluvias provocaron la crecida del Xanaes (Río Segundo) que, bajo un alud de agua y barro, arrasó en 1851 el asentamiento poblacional y produjo el éxodo de los habitantes hacia un lugar más seguro que es el que tiene en la actualidad la villa.

## Economía
La principal actividad económica es la agricultura seguida por ganadería, siendo los principales cultivos la soja y el maíz.
La producción láctea y el turismo también tienen relevancia en la economía local.
En los últimos años se han radicado industrias dedicadas a la metalmecánica y a la inyección de plásticos.-
Existen en la localidad un dispensario, una escuela primaria, una escuela secundaria, un puesto policial y un edificio municipal en el cual se efectúan gran parte de las funciones administrativas.

## Geografía

### Clima
[cita requerida]El clima es templado con estación seca, registrándose una temperatura media anual de 25 °C aproximadamente. En invierno se registran temperaturas inferiores a 0º y superiores a 35º en verano.
El régimen anual de precipitaciones es de aproximadamente 800 mm.

## Parroquias de la Iglesia católica en Villa Concepción del Tío
| Diócesis  | San Francisco                   |
| --------- | ------------------------------- |
| Parroquia | Santuario Inmaculada Concepción |